# 近体詩
近体詩（きんたいし）とは、漢詩の詩体の一つ。今体詩（きんたいし）ともいう。古体詩に対する。古体詩より遅れて唐代初期に完成した。近体（今体）詩とは、「現代の詩体」の意味で、唐代の呼称がそのまま伝わったものである。一定の格律（字数・句数・平仄・押韻・対句といった形式や韻律のこと）の制約を受けることが特徴である。

## 近体詩の種類
1首の句数からいうと、4句からなるものを絶句といい、8句からなるものを律詩、10句や12句以上の偶数句からなるものを排律（長律）という。
1句の字数では、5字からなる5言詩と、7字からなる7言詩とがある。
以上の組み合わせにより、近体詩の種類は次のようになる。
- 五言絶句
- 七言絶句
- 五言律詩
- 七言律詩
- 五言排律
- 七言排律（※ほとんど見られない）

また、数は少ないが六言絶句もある。

## 近体詩の規則
平仄や押韻の韻律は、近体詩を近体詩たらしめている本質的な要素である。

### 平仄
すべての漢字（国字を除く）は、平声（平と略し、○で示す）又は仄声（仄と略し、●で示す）の何れか（場合によっては両方）に属する（詳細は平仄を参照すること）。
六朝時代から隋唐期にかけて、美しく響く平仄の組み合わせとして、次のような規則が確立した。

#### 二四不同二六対
各句において、2字目と4字目の平仄は異なり、2字目と6字目の平仄は同じでなければならない。
正格としては、どちらも平からなる2字の語（○○）と、どちらも仄からなる2字の語（●●）を交互に用いることとなる。
- 五言句の例

※◎は押韻字を示す（後述。以下同じ）。
- 七言句の例

このような平仄の制約を満たした句を律句という。

#### 一三五不論
2字の語の場合、前の字よりも、後の字を長く引いて発音することになる。したがって、韻律上も、後の字である2字目、4字目、6字目は二四不同二六対として問題とされるが、以下の禁忌に抵触しない限り、1字目、3字目、5字目は原則として問題とされない。
すなわち、
という律句であれば、次のような句形も認められる。

#### 平三連、仄三連の禁
下三連といい、各句末の3字に平又は仄が3つ連続してはいけない。ただし、仄三連については、平三連ほど厳しくは問われない。
- 平三連の例

- 仄三連の例

#### 孤平の禁
五言句においては2字目の、七言句においては4字目の平が、仄に挟まれて孤立してはいけない。なお、これほどではないが、他の位置における孤平や、同様の孤仄も忌まれている。
- 孤平の例

#### 粘法と反法
2句をひとまとまりとして聯と呼ぶが、各聯を構成する2句は、それぞれ2字目の平仄を違えなくてはならない（当然、4字目、6字目も異なることになる）。これを反法と呼ぶ。
また、ある聯の2字目と、その次の聯の2字目の平仄も違えなくてはならない。つまり、ある聯の下の句（出句という）と、次の聯の上の句（落句という）の2字目の平仄が一致することになる。これを粘法と呼ぶ。

##### 粘法と反法の例
杜甫の詩「春望」を例に採れば、その平仄は次のようになっている。
1. ●●｜○○●　（国破山河在）
2. ○○｜●●◎　（城春草木深）
3. ●○｜○●●　（感時花濺涙）
4. ●●｜●○◎　（恨別鳥驚心）
5. ○●｜○○●　（烽火連三月）
6. ○○｜●●◎　（家書抵万金）
7. ●○｜○●●　（白頭掻更短）
8. ○●｜●○◎　（渾欲不勝簪）

1句目と2句目との関係が反法であり、2句目と3句目との関係が粘法である。

#### 挟み平（挟平格）
押韻をしない句における句末の○●●は、●○●をもって換えることができる。このとき、二四不同二六対は破られても構わない。
- 挟み平の例

李白の詩「峨眉山月歌」を例に挙げる。
1. ○○｜○●｜●○◎　（峨眉山月半輪秋）
2. ●●｜○○｜○●◎　（影入平羌江水流）
3. ●●｜○○｜●○●　（夜発清渓向三峡）
4. ●○｜●●｜●○◎　（思君不見下渝州）

3句目（転句という）の末にあらわれているのが、挟み平である。

#### 拗句
律句に対し、厳しい平仄の制約を満たさない句を拗句（ようく、おうく）といい、その通常の平仄に従わない字を「拗」という。拗に対しては、その句あるいは同じ聯の対になる句の適当な場所の平仄を調整し、バランスをとることがある。これを「救」という。
例えば、
という句は、第3字が拗であるが、
として、1字目の平仄を違えることでバランスをとるか、次の句も
として同じく第3字を拗とすることで、救うことができる。
拗句を持つ詩を拗体（ようたい、おうたい）という。

#### 規則外の詩
唐代の近体詩であっても、平仄の規則に従わない拗体の詩が数多くある。この時代は、まだ平仄の規則が整えられる過程にあったからである。
また、五言絶句についても、古詩に近い雰囲気を持つものとされ、平仄の規則は他の詩形ほどには厳格には問われない。

### 押韻
近体詩では偶数句末で押韻するのが原則である。ただし、七言詩の場合は、第1句においても押韻するのが通常である。押韻に用いられる韻は、唐代のものであり、宋以後もこれに拠った。後に平水韻として整理されたものがそれである。
また、通常、韻字には平声の字を用い、換韻は行わない（一韻到底）。
先に挙げた例を用いれば、杜甫の「春望」においては、深（シン）、心（シン）、金（キン）、簪（シン）が押韻字であり、李白の「峨眉山月歌」においては、秋（シュウ）、流（リュウ）、州（シュウ）が押韻字である。
詳細は押韻、平水韻を参照すること。

#### 踏み落とし
七言詩の場合に第1句に押韻しないことを、踏み落としという。第1句と第2句を対句にするときに多くみられる。

#### 通韻
第1句において、他の偶数句末とは異なる、ただし類似する押韻字を用いることを通韻という。

##### 通韻の例
杜牧の詩「清明」を例に挙げる。
1. ○○｜○●｜●☆☆　（清明時節雨紛紛）
2. ●●｜○○｜●●◎　（路上行人欲断魂）
3. ●●｜●○｜○●●　（借問酒家何処有）
4. ○○｜●●｜●○◎　（牧童遥指杏花村）

粉（フン）は、十二文に属する字であるが、魂（コン）、村（ソン）は十三元に属する字である。

### 対句
律詩又は排律では最初と最後の2聯（それぞれ首聯、尾聯という）を除き、対句を用いなければならない。
各聯においては、反法により、出句、落句の各字がほぼ平仄反転の対になっているが、加えて、文法上も、意味上も、それぞれ対応する関係になっていることを対句という。
王之渙の五言絶句「登鸛鵲楼」を例に挙げる。
1. 白日依山尽　白日は山に依って尽き
2. 黄河入海流　黄河は海に入って流れる
3. 欲窮千里目　千里の目を窮めんと欲し
4. 更上一層楼　一層の楼を更に上る

※文法上の対応関係を分りやすくするため、変則的な書き下し方にした。
この詩は、第1句（起句という）と第2句（承句という）、第3句（転句）と第4句（結句という）が、それぞれ対句になっている。
特に、起句承句において、「ｘｘはｘｘにｘｘしてｘｘする」という全く同形の文法構造が容易に見て取れる。また白と黄、日と河、山と海という意味上の対応も対句の要件の一つである。
なお、書き下し文においては、「窮めんと欲す」と「更に上る」が必ずしも文法上対応していないようにも見えるが、「欲」、「更」の2字は、それぞれ「窮」、「上」という動詞を補う働き持つ助字であって、中国語の古典文法上、対句として認識される。

#### 流水対と借対
近体詩の対句に特殊なものとして、流水対と借対がある。流水対とは対句となる2句が二つの事柄を表すのではなく、連続した一つの事柄を表すというものである。借対とは、多くの字義をもつある語について詩のなかで使われる字義ではなく、他の字義に対して対となる語を対句で用いるものである。
例えば、先に挙げた王之渙の「登鸛鵲楼」の転句結句は、流水対である。
また、杜甫の七言律詩「曲江」の第3句、第4句（あわせて頷聯という）、
1. 酒債尋常行処有　酒債尋常行く処に有り
2. 人生七十古来稀　人生七十古来稀なり

において、尋、常の2字は、それぞれ8尺、16尺という数を意味することから、七、十と借対を構成する。